# Daniel Revenu
Daniel Jean Claude Ernest Revenu (Issoudun, 5 de diciembre de 1942-Melun, 3 de enero de 2024) fue un deportista francés que compitió en esgrima, especialista en la modalidad de florete.
Participó en cuatro Juegos Olímpicos de Verano entre los años 1964 y 1976, obteniendo en total seis medallas: dos bronces en Tokio 1964, oro y bronce en México 1968, bronce en Múnich 1972 y bronce en Montreal 1976. Ganó seis medallas en el Campeonato Mundial de Esgrima entre los años 1963 y 1975.

## Palmarés internacional
| Juegos Olímpicos   | Juegos Olímpicos          | Juegos Olímpicos  | Juegos Olímpicos    |
| Año                | Lugar                     | Medalla           | Prueba              |
| ------------------ | ------------------------- | ----------------- | ------------------- |
| 1964               | Tokio (Japón)             | Medalla de bronce | Florete individual  |
| 1964               | Tokio (Japón)             | Medalla de bronce | Florete por equipos |
| 1968               | Ciudad de México (México) | Medalla de oro    | Florete por equipos |
| 1968               | Ciudad de México (México) | Medalla de bronce | Florete individual  |
| 1972               | Múnich (RFA)              | Medalla de bronce | Florete por equipos |
| 1976               | Montreal (Canadá)         | Medalla de bronce | Florete por equipos |
| Campeonato Mundial |                           |                   |                     |
| Año                | Lugar                     | Medalla           | Prueba              |
| 1963               | Danzig (Polonia)          | Medalla de bronce | Florete por equipos |
| 1965               | París (Francia)           | Medalla de plata  | Florete individual  |
| 1965               | París (Francia)           | Medalla de bronce | Florete por equipos |
| 1971               | Viena (Austria)           | Medalla de oro    | Florete por equipos |
| 1974               | Grenoble (Francia)        | Medalla de bronce | Florete por equipos |
| 1975               | Budapest (Hungría)        | Medalla de oro    | Florete por equipos |